# Neocunaxoides ornatus
Neocunaxoides ornatus är en spindeldjursart som beskrevs av Corpuz-Raros och Gruèzo 2007. Neocunaxoides ornatus ingår i släktet Neocunaxoides och familjen Cunaxidae. Inga underarter finns listade i Catalogue of Life.